# 生産年齢人口

全世界の人口ピラミッド

生産年齢人口（せいさんねんれいじんこう、working-age population）とは、各国の国内で行われている生産活動に就いている中核の労働力となるような年齢の人口。OECDは15～64歳の人口と定義している。
日本では新年度初日の4月1日現在での15歳以上65歳未満（64歳）の年齢に該当する人口が生産年齢人口ということになっているが、現代日本においては15歳 - 18歳の年齢層で約90 %あまりが（中学卒業の月で義務教育期間終了（3月31日）以降の）高校生や高等専門学校生・高等専修学校生の課程にあり、個別的な特殊事情がない限り（高校等に進学せず）自主的に労働（就職）に従事する層はほとんど存在しない。2015年（平成27年）10月時点では日本に7,701万人が存在しており、これは総人口の約61 %を占める数字である。日本の生産年齢人口は1995年がピークであり、それ以降は減少し続けている。
中国での生産年齢人口の定義は、日本などとは異なっており、15歳以上60歳未満となっている。
なお労働参加率（Labour force participation rate）は、生産年齢人口（working age, 15-64歳）に占める労働力人口の割合である。

## 国別ピーク時期

日本の人口（年齢構成別）の推移、および将来予想

| 国名         | ピークイヤー |
| ------------ | ------------ |
| ブルガリア   | 1985年       |
| ラトビア     | 1989年       |
| リトアニア   | 1990年       |
| エストニア   | 1990年       |
| クロアチア   | 1990年       |
| ウクライナ   | 1992年       |
| セルビア     | 1994年       |
| 日本         | 1995年       |
| ドイツ       | 1997年       |
| ギリシャ     | 2002年       |
| ポルトガル   | 2005年       |
| ポーランド   | 2009年       |
| ロシア       | 2009年       |
| スペイン     | 2010年       |
| フィンランド | 2010年       |
| スロベニア   | 2010年       |
| スロバキア   | 2010年       |
| イタリア     | 2014年       |